# Ichijō Kaneyoshi
Ichijō Kaneyoshi (一条 兼良, 1402 – 1481, também chamado de Ichijō Kanera  e de Go-shō-on-ji Kanpaku .) membro da Corte durante o período Muromachi da História do Japão.

## Vida
Este membro do Ramo Ichijō do Clã Fujiwara foi segundo filho de Ichijō Tsunetsugu.

## Carreira
Serviu os seguintes imperadores : Imperador Shoko (1412-1428); Imperador Go-Hanazono (1428-1464); Imperador Go-Tsuchimikado (1464-1481)  
Kaneyoshi ingressou na corte em 1412 no governo do Imperador Shoko, ele assumiu o lugar de seu irmão mais velho Ichijō Tsunesuke, que apesar da juventude era muito doente e foi incapaz de assumir posições administrativas. Kaneyoshi galgou rapidamente a hierarquia em 1414 foi promovido a Chūnagon, e em 1416 foi promovido a Dainagon.
Kaneyoshi foi nomeado como Naidaijin em 1421, promovido a Udaijin em 1424 e, em seguida a Sadaijin de 1429 a 1432. Em 1432 ele se tornou Sesshō (regente) do jovem Go-Hanazono e  Nairan (o secretário do Imperador, responsável por analisar os documentos antes do Imperador a ler), mas renunciou dois meses depois devido à pressão de seu primo Nijō Mochimoto que fora Kanpaku do Imperador anterior e usou sua forte influência na Corte para recuperar a regência imperial.
Apesar de ter sido marginalizado dos cargos administrativos, Kaneyoshi se desenvolveu como um grande estudioso e participou de concursos de poesia patrocinados pelo shogunato Ashikaga. Em 1455 organizou o Nihonshoki Sanso, uma edição especial com anotações para o Nihon Shoki (日本書紀, Crônicas do Japão).
Com a morte de Mochimoto em 1445, Kaneyoshi volta a ocupar cargos políticos dentro da Corte. Entre 1446 - 1450, ocupa o cargo de Daijō Daijin, em 1447 foi nomeado Kanpaku de Go-Hanazono até 1453. Em 1467, foi reconduzido ao cargo de Kanpaku desta vez do Imperador Go-Tsuchimikado (até 1470).
Poucos meses mais tarde ocorre a Guerra de Ōnin, e como resultado das batalhas desta ocorridas na região a residência dos Ichijō e a sua biblioteca, considerada como a melhor de sua época, foram queimadas. Depois disso em 1468 Kaneyoshi decide sair de Quioto e se mudar para o templo Kofuku-ji de Nara, pois seu filho Jinson era o Daijō-in do templo. Durante este auto-exílio, Kaneyoshi continuou suas atividades literárias publicando o Kacho Yosei, uma edição especial com anotações para o Genji Monogatari. A convite de Saitō Myōchin, daimio da província de Mino, publicou o diario Fujiwara no Ki em 1473. Nessa mesma época decide abandonar os cargos na Corte e se tornar um monge budista (Biku), passando a se chamar Kakue (覚恵).
Após a guerra civil em 1477, voltou a Quioto e recebeu a proteção do shogun Ashikaga Yoshihisa e sua mãe Hino Tomiko; em troca, ajudou a ensinar o joven shogun. Em seus últimos anos se tornou um muito hábil em questões relativas à corte imperial, e também especialista no estudo do waka, do renga e do teatro Noh. Em 1478 publicou o Bunmei Ittō-ki, um manual de ética política para membros da Corte e expõem seis pontos sobre os deveres de um príncipe. Através de estudos clássicos, ele compilou vários estudos de caráter neo-confucionista com um certo racionalismo correspondência entre o confucionismo, Budismo e Xintoísmo.
Kaneyoshi veio a falecer em 1481 e seu túmulo está atualmente no templo Tofuku-ji de Quioto.
Kaneyoshi teve vários filhos, incluindo Ichijō Norifusa, Ichijō Fuyura (Fuyuyoshi) que será adotado por Norifusa e o monge Jinson.
| Precedido por Ichijō Tsunetsugu  | -- 7º Líder dos Ichijō Fujiwara (1418 - 1468) | Sucedido por Ichijō Norifusa      |
| Precedido por Nijō Mochimichi    | Kanpaku (1467 - 1470)                         | Sucedido por Nijō Masatsugu       |
| Precedido por Konoe Fusatsugu    | Kanpaku (1447 - 1453)                         | Sucedido por Takatsukasa Fusahira |
| Precedido por Nijō Mochimoto     | Sesshō (1432)                                 | Sucedido por Nijō Mochimoto       |
| Precedido por Nijō Mochimoto     | 69º Daijō Daijin (1446 -1450)                 | Sucedido por Koga Kiyomichi       |
| Precedido por Nijō Mochimoto     | 112º Sadaijin (1429 -1432)                    | Sucedido por Ashikaga Yoshinori   |
| Precedido por Sanjō Kinmitsu     | 156º Udaijin (1424 -1429)                     | Sucedido por Konoe Fusatsugu      |
| Precedido por Ōinomikado Muneuji | Naidaijin (1421 -1424)                        | Sucedido por Tōin Mitsusue        |